# Pedro Lima (ator)
Pedro Manuel Barata de Macedo Lima (Luanda, 20 de abril de 1971 — Cascais, 20 de junho de 2020) foi um ator e nadador angolano-português, conhecido pela sua participação em telenovelas.

## Carreira

### Como nadador
Foi atleta olímpico na modalidade de natação, por Angola, tendo representado o país em 1988 e 1992.
Pedro Lima participou em vários competições, mas nunca passou das eliminatórias. Em 1988, participou nos 50 m Livres Masculinos (desclassificado), nos 100 m Livres Masculinos (62º posição) e nos 100 m Mariposa Masculinos (42º posição). Em 1992, terminou em 43º nos 50 m Livres Masculinos e em 53º nos 100 m Mariposa Masculinos.

### Como ator
Entrou no meio artístico através de Ricardo Carriço, na Central Models. Iniciou-se na RTP2, tendo apresentado Magacine, um programa dedicado ao mundo do cinema.
Pedro Lima participou em novelas como O Último Beijo, Ninguém como Tu, Fala-me de Amor, Ilha dos Amores e A Outra. Também fez teatro.
A sua presença digital e relação com marcas foram asseguradas pela agência LUVIN - Content & Digital PR. 

## Vida pessoal
Teve cinco filhos: João Francisco (1999), Ema (2004), Mia (2007), Max (26 de março de 2010) e Clara (5 de de julho de 2016). João é fruto da sua relação com Patrícia Piloto, enquanto os restantes são fruto da sua relação com a modelo Anna Westerlund.

## Morte
Pedro Lima foi encontrado morto na Praia do Abano, em Cascais, a 20 de junho de 2020. O alerta foi dado pela companheira, Anna Westerlund, às 8h36. A autópsia revelou como causa de morte afogamento com ferimentos aparentemente autoinfligidos prévios à queda no mar.

## Filmografia

### Televisão
| Ano         | Projetos                 | Personagem                     | Canal | Notas                 |
| ----------- | ------------------------ | ------------------------------ | ----- | --------------------- |
| 1996/1997   | Magacine                 | Apresentação                   | RTP   | Magazine sobre Cinema |
| 1997        | Herman Enciclopédia      | Segurança da Quinta            | RTP   | Pequena Participação  |
| 1997        | A Grande Aposta          | Pedro Romero                   | RTP   | Elenco Principal      |
| 1998        | Não Há Duas Sem Três     | Pedro Figueiredo               | RTP   | Pequena Participação  |
| 1998        | Terra Mãe                | Diogo Mendes de Castro         | RTP   | Elenco Principal      |
| 1998/1999   | Os Lobos                 | Paulo Ledo                     | RTP   | Elenco Principal      |
| 1999        | Não És Homem Não És Nada | Jorge                          | RTP   | Pequena Participação  |
| 1999        | Major Alvega             |                                | RTP   | Pequena Participação  |
| 1999        | Jornalistas              | Diogo                          | SIC   | Pequena Participação  |
| 1999        | A Hora da Liberdade      | Maia Loureiro                  | SIC   | Mini-Série            |
| 1999        | Nós os Ricos             | Zé                             | RTP   | Pequena Participação  |
| 1999/2000   | Todo o Tempo do Mundo    | Ricardo Castro                 | TVI   | Elenco Principal      |
| 2000/2001   | Ajuste de Contas         | Rui Gonçalves                  | RTP   | Elenco Principal      |
| 2001        | Olhos de Água            | Ricardo Falcão                 | TVI   | Elenco Principal      |
| 2001        | Super Pai                | Artur                          | TVI   | Participação          |
| 2002        | Um Estranho em Casa      | Guilherme                      | RTP   | Pequena Participação  |
| 2002        | Anjo Selvagem            | Paulo Cruz                     | TVI   | Pequena Participação  |
| 2002/2003   | O Último Beijo           | Afonso Melo                    | TVI   | Protagonista          |
| 2003        | Coração Malandro         | André Silveira                 | TVI   | Protagonista          |
| 2003        | Olá Pai!                 | Zé Manel                       | TVI   | Série                 |
| 2004        | Inspector Max            | Eurico Fernandes               | TVI   | Pequena Participação  |
| 2004        | Queridas Feras           | Padre Romeu                    | TVI   | Elenco Principal      |
| 2005        | Ninguém como Tu          | Gabriel Paiva Calado           | TVI   | Elenco Principal      |
| 2006        | Fala-me de Amor          | Zé Maria Vilar                 | TVI   | Antagonista           |
| 2007        | Ilha dos Amores          | Rui Pestana                    | TVI   | Elenco Principal      |
| 2008        | A Outra                  | João Salgado                   | TVI   | Protagonista          |
| 2009        | Casos da Vida            | José Maria Vasconcelos         | TVI   | Pequena Participação  |
| 2009/2010   | Sentimentos              | Duarte Gomes                   | TVI   | Coadjuvante           |
| 2010/2011   | Espírito Indomável       | Tristão Moreno                 | TVI   | Elenco Principal      |
| 2011        | O Dom                    | Eduardo                        | TVI   | Protagonista          |
| 2012        | Órfã do Passado          | Vasco                          | TVI   | Telefilme             |
| 2012/2013   | Doce Tentação            | Gabriel                        | TVI   | Co-Protagonista       |
| 2013/2014   | Destinos Cruzados        | Eduardo                        | TVI   | Antagonista           |
| 2014        | O Beijo do Escorpião     | Fernando Macieira              | TVI   | Protagonista          |
| 2015/2016   | A Única Mulher           | Pedro Caiado                   | TVI   | Coadjuvante           |
| 2016        | Massa Fresca             | Vicente Elias                  | TVI   | Participação Especial |
| 2018        | Onde Está Elisa?         | Bruno Pires                    | TVI   |                       |
| 2017 - 2018 | A Herdeira               | Ignácio Dela Vega/Pedro Guzmán | TVI   | Antagonista           |
| 2019        | Amar Depois de Amar      | Gonçalo Macedo                 | TVI   | Protagonista          |

### Cinema
- Eclipse em Portugal, 2014
- Congo: No Caminho das Trevas, 2019 (curta-metragem)